# Семиозёрский сельсовет
Семиозёрский сельсове́т — упразднённое сельское поселение в Ивановском районе Амурской области.
Административный центр и единственный населённый пункт — село Семиозёрка

## География
Село находится на левом берегу реки Зеи в 5 км от реки в 10 км от районного центра Ивановки. До открытия Зейской ГЭС находилось в паводковой зоне. С паводками связано и название села, в округе много озёр: Длинное, Мочелище, Дюльдино, Круглое, Цаплиное и др.

## История
Село основано в 1865 году. До революции в селе была деревянная церковь. В советское время в селе был колхоз «Искра».
16 февраля 2005 года в соответствии с Законом Амурской области № 440-ОЗ муниципальное образование наделено статусом сельского поселения.

## Население
| 2002 | 2010 | 2011 | 2012 | 2013 | 2014 |
| ---- | ---- | ---- | ---- | ---- | ---- |
| 686  | ↗725 | ↘722 | ↘686 | ↘656 | ↘638 |

## Состав сельского поселения
| № | Населённый пункт | Тип населённого пункта       | Население |
| - | ---------------- | ---------------------------- | --------- |
| 1 | Семиозёрка       | село, административный центр | ↗590      |

## Инфраструктура
В настоящее время есть животноводческая ферма. В окрестностях располагается китайское кладбище.